# Esther Brunner
Esther Brunner ist eine Schweizer Mathematikdidaktikerin, die sich mit der Qualität von Mathematikunterricht und der Weiterbildung und professionellen Entwicklung von Mathematik Lehrpersonen befasst. 

## Leben
Brunner liess sich von 1977 bis 1981 als Primarlehrerin in Kreuzlingen ausbilden, wo sie bis 1999 auch unterrichtete. Von 1999 bis 2000 absolvierte Brunner in den Niederlanden an der Universität Nijmegen ein Nachdiplomstudium für die Förderung von Hochbegabten und arbeitete bis 2022 als Leiterin des Fördertags für Hochbegabte. 
Ab 2003 widmete sich Brunner verstärkt der Mathematikdidaktik: Sie absolvierte bis 2005 an der Universität Bern das Studium «Diplom Fachdidaktik Mathematik» und bildete sich von 2004 bis 2008 an der Universität Zürich in pädagogischer Psychologie/Didaktik weiter. Brunner erlangte 2012 ihre Promotion bei dem pädagogischen Psychologen und Didaktiker Kurt Reusser an der Universität Zürich; Zweitgutachterin war die Mathematikdidaktikerin Kristina Reiss von der Technischen Universität München. Vom Schweizerischen Nationalfonds (SNF) absolvierte Brunner 2017 an der University of California, Berkeley (UCB) ein Visiting Scholar Researchership. 
Brunner habilitierte 2020 an der Technischen Universität München (TUM) im Fach Mathematikdidaktik bei Kristina Reiss. Sie ist seit 2014 Leiterin der Professur Mathematikdidaktik an der Pädagogischen Hochschule Thurgau.
Seit 2013 ist Brunner Präsidentin der Gesellschaft der Didaktik der Mathematik (GDM) Schweiz.

## Forschungsschwerpunkte
Brunners Forschung fokussiert sich auf die drei Schwerpunkte: 
1. Qualität von Mathematikunterricht aus fachlicher Sicht
2. Mathematisches Argumentieren, Begründen und Beweisen
3. Professionelle Entwicklung von Mathematiklehrpersonen im kulturellen Kontext.

Sie setzt sich dafür ein, dass Menschen positive Erfahrungen mit Mathematik machen können und diese verstehen, statt einfach nur auswendig zu lernen.

## Ehrungen
- 2021: Walter Enggist Forschungspreis[4] für ihre Arbeiten rund um die Frage, wie an den Schulen guter Mathematikunterricht erteilt werden kann.